# Christoph Leitl
Christoph Leitl (* 29 de marzo de 1949 en Linz, estado de Alta Austria) es un político federal del Partido Popular de Austria (ÖVP) y presidente de la Cámara Federal de Economía de Austria. Es este último cargo que hace de Leitl, juntamente con el presidente del sindicalismo austríaco ÖGB, un pilar del pacto social austríaco y por eso uno de los políticos más influentes de Austria.

## Vida personal
Christoph Leitl se recibió de Dr. rer. soc. oec. de la Universidad Johannes Kepler de Linz en 1973.
De 1977 hasta 1990, Leitl era presidente de la empresa familiar de materiales de construcción Bauhütte Leitl-Werke Ges.m.b.H. sediada en la ciudad de Eferding.

## Vida política
De 1990 hasta 2000 sirvió como diputado estadual y ministro de Economía de Alta Austria, donde ocupó igualmente el cargo de vicegovernador de 1995 hasta 2000.
En 1999 fue elegido presidente del Österreichischer Wirtschaftsbund, brazo económico del partido conservador partido ÖVP, y poco después presidente de la Cámara Federal de Economía de Austria; posiciones que aún ocupa siguiendo sus reelecciones en 2004 y 2010.

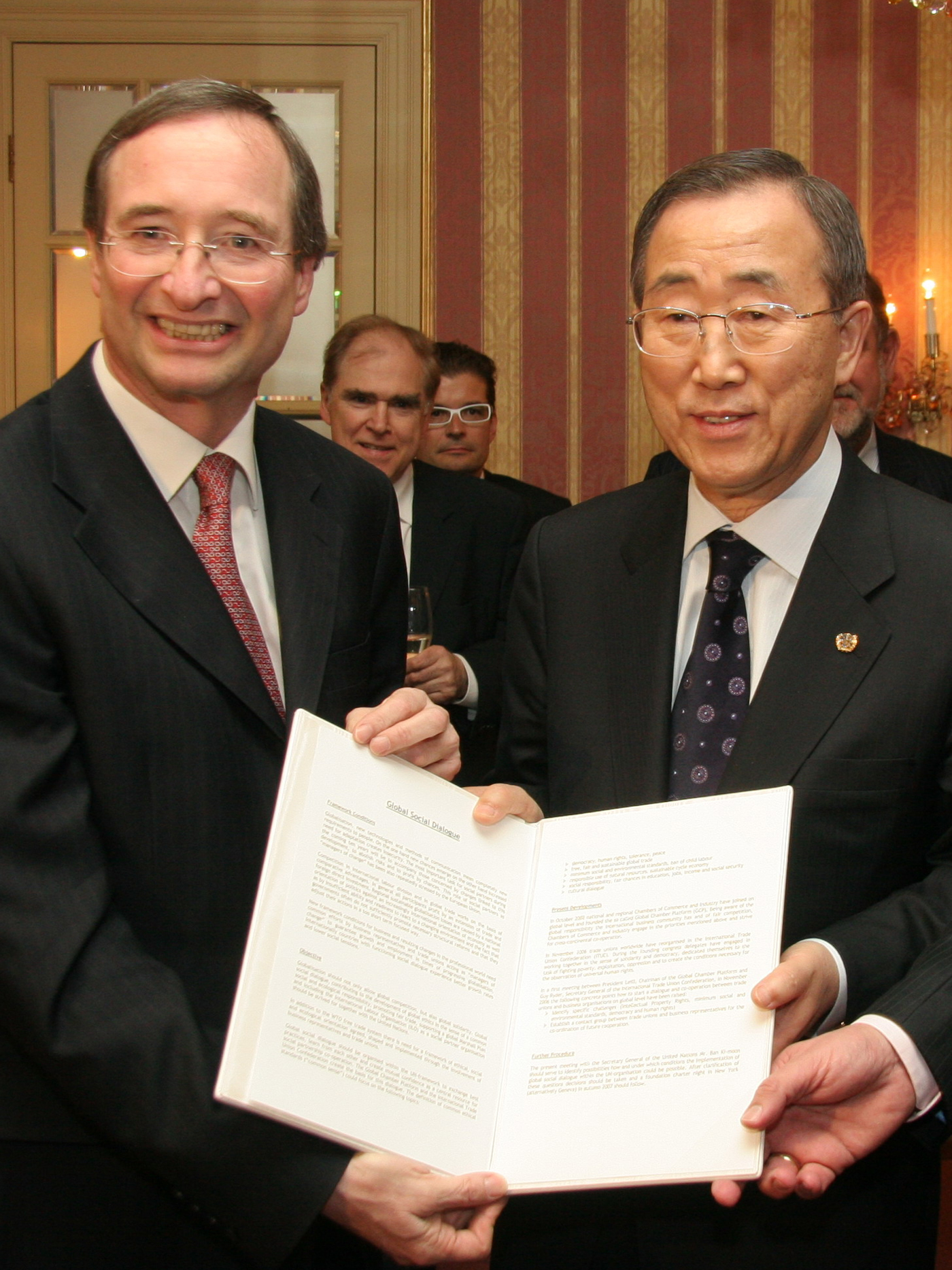
Christoph Leitl y secretario general Ban Ki Moon

Durante dos períodos electivos, de 2002 hasta 2005, Leitl sirvió como presidente de la Asociación de las Cámaras Europeas EUROCHAMBRES, donde ocupa el cargo de presidente honorário desde 2006.